# ری هاتون
ری هاتون (انگلیسی: Ray Houghton؛ زادهٔ ۹ ژانویهٔ ۱۹۶۲) بازیکن فوتبال اهل جمهوری ایرلند است.
از باشگاه‌هایی که در آن بازی کرده‌است می‌توان به باشگاه فوتبال ردینگ، باشگاه فوتبال لیورپول، باشگاه فوتبال وستهام یونایتد، باشگاه فوتبال آکسفورد یونایتد، باشگاه فوتبال استون ویلا، باشگاه فوتبال استیونج، باشگاه فوتبال کریستال پالاس، باشگاه فوتبال فولام، تیم ملی فوتبال جمهوری ایرلند، و باشگاه فوتبال استیونج اشاره کرد.